# Saint-Pierre-du-Mont (Nièvre)
Saint-Pierre-du-Mont è un comune francese di 208 abitanti situato nel dipartimento della Nièvre nella regione della Borgogna-Franca Contea.

## Società

### Evoluzione demografica
Abitanti censiti